# ماري إليوت فلانيري
ماري إليوت فلانيري (27 أبريل 1867-19 يوليو 1933) إحدى رائدات الإصلاح الاجتماعيً في أمريكا في العصر التقدمي، وناشطًة حقوقية لإقرار حق الاقتراع، وسياسيًة، وصحفية، وتعد أول امرأة تُنتخب لعضوية الجمعية العامة في كنتاكي وأول امرأة تُنتخب في المجلس التشريعي للولاية. جنوب خط ماسون-ديكسون. كانت فلانيري مدافعة عن حقوق المساواة للمرأة، وعملت بنشاط لتمرير تشريع يمنح المرأة حق التصويت.

## الأسرة وبداية حياتها
ماري إليوت، ابنة بنجامين فرانكلين إليوت ونانسي (كيجلي) إليوت، ولدت في 27 أبريل 1867 في جزء من مقاطعة كارتر، كنتاكي التي أصبحت فيما بعد مقاطعة إليوت، كنتاكي. بعد أن أكملت تعليمها في جامعة تشارلستون في فيرجينيا الغربية وجامعة كنتاكي، عملت كمعلمة في مدرسة عامة. 

### عائلتها
تزوجت ماري من ويليام «هارفي» فلانيري في 28 يونيو 1893 وانتقلت معه إلى آن أربور بولاية ميشيغان. انتقلت عائلة فلانيري إلى بيك فيل، كنتاكي في عام 1896 من أجل عمل هارفي في Northern Coal and Coke كمحامي.  كان لدى هارفي وماري خمسة أطفال؛ سو، ميرل، داون، ديو، وجون.

## الصحافة والاهتمامات الأدبية
أثناء إقامتها في بيك فيل، بدأت ماري فلانيري حياتها المهنية ككاتبة. من عام 1904 حتى عام 1926 عملت كصحفية في صحيفة أشلاند ديلي إندبندنت. كتبت عمودًا بعنوان «انطباعات عن الهيئة التشريعية في كنتاكي» ودعت إلى التشريع كوسيلة للإصلاح الاجتماعي.
دعمت فلانيري شخصيًا نشر كتب للشاعرة الأمريكية من أصل أفريقي إيفي والر سميث، التي عاشت وعملت في مقاطعة بايك، كنتاكي.

## الدفاع عن حقوق المرأة
كانت فلانيري عضوًا في جمعية كنتاكي للحقوق المتساوية، وعملت بنشاط من أجل حصول النساء على حق التصويت. عملت من أجل تحسين حياة المرأة من خلال إصلاح قوانين الاقتراع والزواج والطلاق.

## التشريع في كنتاكي
بعد أن حصلت النساء على حق الاقتراع في كنتاكي، في عام 1921، ترشحت فلانيري كمرشحة الحزب الديمقراطي لمقعد في مجلس النواب في كنتاكي من المنطقة 89 يمثل مقاطعة بويد، كنتاكي وفازت بهامش 250 صوتًا. عندما شغلت فلانيري مقعدها في مجلس النواب في الجمعية العامة في يناير 1922، كانت أول عضوة تشريعية يتم انتخابها في ولاية كنتاكي وأول امرأة منتخبة في جنوب خط ماسون ديكسون.
بصفتها مشرِّعة، واصلت فلانيري دفاعها عن حقوق المرأة. وحثت زملائها على تغيير التشريعات المتعلقة بالزواج والطلاق، وتنفيذ قانون الأمومة في شيبرد تاونر، وهو برنامج حقبة تقدمية يوفر الرعاية الطبية للنساء الحوامل وأطفالهن.
انتهى الوقت الذي قضته فلانيري في الجمعية العامة بحملة فاشلة لوزيرة الخارجية في عام 1923. هُزمت من قبل رائدة أخرى، إيما غاي كرومويل، التي كانت أول امرأة تشغل منصبًا على مستوى الولاية. بقي فلانيري نشطًا في السياسة وكان مندوبًا إلى المؤتمر الوطني للحزب الديمقراطي في عام 1924.

## حياتها ووفاتها
كانت فلانيري عضوًا نشطًا في الاتحاد العام للأندية النسائية في كنتاكي. كانت عضوًا في «بنات الثورة» وفي عام 1926 أسست فرع جون ميلتون إليوت التابع لبنات الكونفدرالية المتحدة.

### وفاتها
توفيت فلانيري في مقر إقامتها، إليوت هول، في كاتليتسبرج في 19 يوليو 1933، ودُفنت في مقبرة أشلاند في أشلاند، كنتاكي.

## إرثها
بعد أن أصبحت فلانيري أول امرأة يتم انتخابها لعضوية المجلس التشريعي لولاية كنتاكي، تم تكريمها من قبل جمعية كنتاكي التاريخية باعتبارها المرأة الأكثر شهرة في ولاية كنتاكي. تُذكر ماري إليوت فلانيري اليوم كرائدة لعملها كإصلاحية اجتماعية ودفاعها عن حقوق المرأة من خلال عملها كصحفية وسياسية. في عام 1963، كرمت الجمعية العامة لولاية كنتاكي فلانيري بوضع لوحة برونزية على مكتبها في مجلس النواب في كنتاكي. في عام 2005، تعرفت عليها لجنة كنتاكي للمرأة بإضافة صورتها إلى معرض «كنتاكي نساء في الذاكرة» في مبنى الكابيتول بولاية كنتاكي.